# Kormilo
Kormilo je uređaj na brodu, čamcu, podmornici ili avionu koji služi za određivanje i održavanje smera, odnosno za upravljanje u smeru levo-desno.

## Delovi kormila
Kormilo se sastoji od struka, glave, lista i pete kormila.
- Struk kormila je gornji, pojačani deo kormila, koji na samom vrhu ima ili suženje na koji se natakne rudo kormila ili ojačanje u koji se rudo uvuče. Kod većih brodova i podmornica, struk se uvlači u unutrašnjost broda gde se spaja sa uređajem za okretanje kormila.
- Glava kormila je sam vrh struka kormila, koji je kod čamaca najčešće ojačan da bi se sprečilo habanje i oštećenja.
- List kormila je deo kormila koji usmjerava brod, odnosno preko kojeg struji vodena masa tokom plovidbe. Izrađuje se od drva ili od gvožđa. Drvena kormila se izrađuju iz više delova, a metalna iz jednog komada.
- Peta kormila je donji deo kormila koji je ojačan da bi se sprečila pucanja i oštećenja kormila.

## Stari naziv
Lazar Tomanović spominje krmilo (kormilo) i da njegov brat krmani.  Od toga je i naziv knjige Krmčija.

## Literatura
- Lawrence V. Mott, The Development of the Rudder, A.D. 100-1337: A Technological Tale, Thesis May 1991, Texas A&M University Архивирано на веб-сајту  (6. новембар 2017)
- Fairbank, John King and Merle Goldman . China: A New History; Second Enlarged Edition (2006). Cambridge: MA; London: The Belknap Press of Harvard University Press. . 1992.  0-674-01828-1
- Needham, Joseph (1986). Science and Civilization in China: Volume 4, Physics and Physical Technology, Part 3, Civil Engineering and Nautics. Taipei: Caves Books Ltd.

1. ↑  Томановић, Лазар. Моје братство (PDF). стр. 361, 368.